# Stephen Lewis (acteur)
Stephen Lewis (Londen, 17 december 1926 – aldaar, 12 augustus 2015) was een Brits acteur, vooral bekend geworden door zijn rol als inspecteur Cyril 'Blakey' Blake in de televisieserie On the Buses. In de begintijd van zijn loopbaan gebruikte hij de artiestennaam Cato.

## Filmografie
- Last of the Summer Wine, televisieserie - Smiler (75 afleveringen, 1992-2007)
- Revolver, televisieserie - verschillende rollen (2001-heden)
- Oh, Doctor Beeching!, televisieserie - Harry Lambert (20 afleveringen, 1995-1997)
- The All New Alexei Sayle Show, televisieserie - Bobby Chariot's joke writer (Afl. onbekend, 1994-1995)
- The Great Kandinsky (televisiefilm, 1995) - Herbert
- Look at It This Way (miniserie, 1992) - Kid Blumenberg
- 2point4 Children, televisieserie - Driving Instructor (Aflevering Dirty Bowling, 1991)
- One Foot in the Grave, televisieserie - Vince Bluett (Aflevering Love and Death, 1990)
- The Krays (1990) - politieman
- Bodger and Badger, televisieserie - Marcel the Chef (Aflevering Bodger Is Chef, 1989)
- Personal Services (1987) - Mr. Dunkley
- Out of Order (1987) - buschauffeur[2]
- The McGuffin (1985) - Sopwith
- Rep, televisieserie - Royston Flagg (1982)
- Adventures of a Plumber's Mate (1978) - Crapper
- The Last Remake of Beau Geste (1977) - Henshaw
- The Fosters, televisieserie - Mr. Wilberforce (Aflevering The Family Business, 1977)
- Adventures of a Taxi Driver (1976) - portier
- Don't Drink the Water, televisieserie - Cyril Blake (13 afleveringen, 1974-1975)
- Holiday on the Buses (1973) - Inspector Blakey
- On the Buses, televisieserie - Inspector Blakey (1969-1973)
- Mutiny on the Buses (1972) - Inspector Blakey
- On the Buses (1971) - Inspector Blakey
- The Magnificent Seven Deadly Sins (1971) - Jarvis (segment 'Wrath')
- Father, Dear Father, televisieserie - Mr. Bolton (Aflevering Nobody's Indespensible, 1970)
- Manhunt, televisieserie - Goffre (Aflevering Break-up, 1970)
- The Jugg Brothers (televisiefilm, 1970) - Stephen Jugg
- Staircase (1969) - Jack
- Mrs. Wilson's Diary (televisiefilm, 1969) - Inspector Trimfittering
- Some Will, Some Won't (1969) - Police Constable Arthur
- Negatives (1968) - The Dealer
- Kaleidoscop (1966) - vrachtwagenchauffeur (niet op aftiteling)
- Sparrows Can't Sing (1963) - Caretaker at Flats
- A Prize of Arms (1962) - MP Corporal (cashier's office)
- The Primitive (televisiefilm, 1961) - Dave Short

- Biblioteca Nacional de España: XX4783269
- Bibliothèque nationale de France: cb140671091 (data)
- International Standard Name Identifier: 0000 0001 1598 854X
- Library of Congress Control Number: no2010142145
- MusicBrainz: f50539ac-759f-41d0-8820-2b86fcb5fb1b
- Système universitaire de documentation: 241168236
- Virtual International Authority File: 14978098
- WorldCat: E39PBJf8rTFHdRywhKKDRhwwG3